# Белведере (Перуђа)
Белведере је насеље у Италији у округу Перуђа, региону Умбрија.
Према процени из 2011. у насељу је живело 212 становника. Насеље се налази на надморској висини од 595 м.